# Psychotria serpens
Psychotria serpens är en måreväxtart som beskrevs av Carl von Linné. Psychotria serpens ingår i släktet Psychotria och familjen måreväxter. Inga underarter finns listade i Catalogue of Life.